# J Beez wit the Remedy
J Beez wit the Remedy è il terzo album del gruppo hip hop statunitense Jungle Brothers, pubblicato il 22 giugno 1993. L'album è commercializzato dalla Warner Bros. Records.
| Recensione           | Giudizio |
| -------------------- | -------- |
| AllMusic             | [ 1 ]    |
| Chicago Tribune      | [ 2 ]    |
| Entertainment Weekly | C        |
| Robert Christgau     | B+       |
| Rolling Stone        | [ 5 ]    |

## Tracce
1. 40 Below Trooper – 3:57
2. Book of Rhyme Pages – 4:44
3. My Jimmy Weighs a Ton – 3:37
4. Good Ole Hype Shit – 3:31
5. Blahbludify – 2:33
6. Spark a New Flame – 4:24
7. I'm in Love with Indica – 4:14
8. Simple as That – 3:53
9. All I Think About is You – 4:08
10. Good Lookin Out – 3:31
11. JB's Comin Through – 1:57
12. Spittin Wicked Randomness – 3:32
13. For the Headz at Company – 3:08
14. Manmade Material – 3:11

Durata totale: 50:20

## Classifiche

### Classifiche settimanali
| Classifica (1993)         | Posizione massima |
| ------------------------- | ----------------- |
| US Heatseekers Albums     | 9                 |
| US Top R&B/Hip-Hop Albums | 52                |